# 立原博
立原 博（たちはら ひろし、1922年6月24日 - 1994年6月20日）は、日本の俳優。旧芸名は坂本弘、別名を嵐市弥と名乗った。三木のり平の友人であり喜劇、商業芸能界に多くの幅広い交友を持つ喜劇役者。

## 来歴
北海道亀田郡湯川町生まれ、東京府荏原郡大森町（現在の東京都大田区大森）出身。
幼少の頃より演劇に触れ15歳頃より東映系の新興キネマ大泉俳優学校・新興キネマ大泉撮影所に通う。初出演作品は1939年の舞台『路傍の石』（子役）。21歳の時に徴兵されて中支戦線に出兵。激戦の末に捕虜となり国民党軍の軍刑務所に服役した後、2重スパイの容疑を掛けられ日本の軍刑務所に幽閉される。
終戦帰国後、前進座に入団。多くの舞台経験の後に大阪に活動拠点を移転し、舞台とラジオのパーソナリティ等を手掛ける。東京に活動移転を戻し、舞台（ミュージカル、商業演劇）、テレビドラマ等を中心に活動。
所属した事務所は森繁一座、プロダクション無限大、エムズファクトリー。
1994年6月20日、肺癌のため死去。71歳没。

## 出演作品

### 映画
- 大笑い江戸っ子祭（1959年、東宝）
- かた破り道中記（1959年、松竹）
- 修羅桜（1959年、松竹）
- 飛びっちょ勘太郎（1959年、東宝）
- 太陽を抱け（1960年、東宝）
- 爆笑嬢はん日記（1960年、東宝） - 博松 役
- 唄祭ロマンス道中（1960年、東宝）- 番頭の平吉 役
- サザエさんとエプロンおばさん（1960年、東宝）
- 幽霊五十三次（1961年、東映） - 法界坊 役
- 柳生武芸帳（1961年、東映）- いなごの鳩助 役
- 霧丸霧がくれ 南海の狼（1961年、東映）
- 喜劇 駅前弁当（1961年、東宝） - あけみの男 役
- 女と三悪人（1962年、大映）
- 喜劇 団地親分（1962年、松竹）- 谷山 役
- 続・社長洋行記（1962年、東宝） - 香港亭の客B 役
- 喜劇 駅前温泉（1962年、東宝）- 番頭・源造 役
- 青べか物語（1962年、東宝） - セールスマン 役
- ぶらりぶらぶら物語（1962年、東宝） - 検札の車掌 役
- 喜劇 とんかつ一代（1963年、東宝） - コックの裕ちゃん 役
- 丼池（1963年、東宝）- 仁科忠松 役
- 君も出世ができる（1964年、東宝） - 小野 役
- 狸の大将（1965年、東宝） - 六本木の紳士 役
- 恋と涙の太陽（1966年、松竹）- 旗野清 役
- 喜劇 駅前番頭（1966年、東宝）
- ギャングの帝王（1967年、東映）- 上海公司の張 役
- ザ・タイガース 華やかなる招待（1968年、東宝） - 赤塚 役
- こちら55号応答せよ! 危機百発（1970年、松竹） - 痴漢 役
- 喜劇 おめでたい奴（1971年、東宝）
- 喜劇 女は男のふるさとヨ（1971年、松竹） - ラッパ吹きの田坂 役
- 喜劇 誘惑旅行（1972年、松竹）- ホテルのフロントマン 役
- 虹をわたって（1972年、松竹） - 眼ン玉 役
- 喜劇 男の泣きどころ（1973年、松竹） - エロ写真売り 役
- 三億円をつかまえろ（1975年、松竹） - ガードマン 役
- 港のヨーコ・ヨコハマ・ヨコスカ（1975年、松竹） - ビリヤードの亭主 役
- おしゃれ大作戦（1976年、東宝） - 暴力団員 役
- 喜劇 大誘拐（1976年、松竹） - ホテルのボーイ 役
- 看護婦のオヤジがんばる（1980年、近代映画協会） - 中年男 役

### テレビドラマ
- 恋とトンプク（1956年）
- やりくりアパート（1958年 - 1960年）
- 番頭はんと丁稚どん（1959年 - 1961年）
- 立っちゃんお笑い劇場
- TBS / 平岩弓枝シリーズ
- フラワーアクション009ノ1 第5話「怪盗ルパンSOS」（1969年） - ルパンを追う刑事 役
- プレイガール 第36話「女の肌は二度燃える」（1969年）
- 魔女はホットなお年頃 第8話「すごい婆ちゃんがやって来た」（1970年）
- 一心太助 第17話「この子誰の子」（1972年、フジテレビ / 国際放映） - 茂平 役
- ウルトラマンタロウ 第12話「怪獣ひとり旅」（1973年） - 高崎温泉開発社長 役
- 顔で笑って 第16話「どうする？娘の初恋」（1974年、TBS / 大映テレビ） - 魚屋 役
- 鉄人タイガーセブン 第25話「恐怖の大サーカス マリオネット原人」（1974年） - ピエロ / マリオネット原人 役
- 事件狩り 第9話「同棲時代の終り」（1974年）
- 華麗なる一族（1974年） - 中川留市 役
- 座頭市物語 第13話「潮風に舞った千両くじ」（1975年）
- バーディー大作戦 第45話「サラリーマン現金強盗団」（1975年、TBS / 東映） - 津村 役
- 影同心 第23話「花嫁買って殺し節」（1975年） - 幇間 役
- 燃える捜査網 第10話「刑事なんて大嫌い」1975年) - 喫茶店のマスター 役
- 伝七捕物帳（NTV）
  - 第57話「赤い将棋駒の謎」（1975年） - 庄兵衛
  - 第142話「人情妻恋花火」（1977年） - 熊造
- 若さま侍捕物帳 第3話「参上!! 涙の大脱走」（1978年）
- 大江戸捜査網
  - 第401話「遊女が明かす連続爆破の謎」（1979年） - 尾張屋 役
  - 第440話「消えた一万両の花嫁」（1980年） - 大黒屋儀兵衛 役
- 水戸黄門（TBS / C.A.L）
  - 第10部 第10話「婿入り八丁味噌 -岡崎-」（1979年10月15日） - 伝五郎 役
  - 第15部 第27話「殿様騙した親不孝者 -大垣-」（1985年7月29日） - 小浜屋源兵衛 役
  - 第16部 第11話「浪速男のド根性 -大坂-」（1986年7月7日） - 船虫の丑蔵 役
  - 第17部 第4話「謎の紫頭巾 -諏訪-」（1987年9月21日） - 八剣の藤五郎 役
  - 第18部
    - 第4話「「花嫁衣裳の秘密 -小山-」（1988年10月3日） - 北風の唐造 役
    - 第25話「無念晴らす献上絞 -鳴海-」（1989年3月6日） - 鳴子屋卯平 役
    - 第32話「飴屋の幽霊 -川崎-」（1989年4月24日） - 小向の駒造 役

  - 第19部
    - 第5話「謎の剣士!烏天狗 -中村-」（1989年10月23日）- 加兵衛 役
    - 第26話「仇討ち小諸馬子唄 -小諸-」（1990年3月26日） - 武蔵屋文造 役

  - 第20部
    - 第18話「密命帯びた用心棒 -嬉野-」（1991年3月31日）- 鹿島の吉兵衛 役
    - 第44話「涙で染めた紅花紬 -山形-」（1991年9月9日） - 三崎屋 役

  - 第22部 第25話「夢の中で若旦那 -鳥取-」（1993年11月1日） - 播磨屋 役
- Gメン'75　第189話「危機一髪! お年玉爆弾カメラ」（1979年）−交番警官（宮下署本町通交番）
- 御宿かわせみ 第1-2シリーズ（1980年-1981年・1982年-1983年、NHK） - 善助 役
- 陽気な逃亡（1980年、フジテレビ） - 焼き鳥屋の徳さん 役
- 大岡越前（TBS / C.A.L）
  - 第8部 第17話「らくだが死んだ」（1984年11月12日） - 源兵衛 役
  - 第9部 第10話「夫婦の絆は値千両」（1985年12月30日） - 宇之吉 役
  - 第11部 第18話「殺しを招いた横恋慕」（1990年8月20日） - 遠州屋弥兵衛 役
- 月曜ドラマランド「意地悪ばあさんの逆襲」（1984年、フジテレビ）
- 裸の大将 第32話「清の雪ん子ドサン娘物語」（1989年、KTV / 東阪企画）
- 機動刑事ジバン 第10話「パパはパパじゃない」（1989年） - 天童博士（アクムノイド人間態） 役
- 吉宗評判記 暴れん坊将軍 第65話「恐れ多くもお茶壺道中」（1979年） - 町田道哲 役
- 暴れん坊将軍III 第97話「将軍琉球へ渡る、天下分け目の決闘!」（1990年） ※500回記念スペシャル
- 土曜ワイド劇場「尼さん探偵事件帖3・湯けむりの向うに犯人が…! みちのく温泉殺人事件」（1991年）

ほか